# Vicky Bernardi
Vicky Bernardi (6 luglio 2002) è una sciatrice alpina italiana.

## Biografia
Specialista delle prove veloci originaria di Badia e attiva dal novembre del 2018, Vicky Bernardi ha esordito in Coppa Europa il 19 febbraio 2020 a Sarentino in supergigante (48ª) e ai Mondiali juniores di Sankt Anton am Arlberg 2023 ha vinto la medaglia d'argento nella discesa libera;  ha debuttato in Coppa del Mondo il 13 gennaio del 2024 nella discesa libera di Altenmarkt-Zauchensee (28ª) e il 25 gennaio seguente ha conquistato a Orcières in supergigante la prima vittoria, nonché primo podio, in Coppa Europa. Non ha preso parte a rassegne olimpiche o iridate.

## Palmarès

### Mondiali juniores
- 1 medaglia:
  - 1 argento (discesa libera a Sankt Anton am Arlberg 2023)

### Coppa del Mondo
- Miglior piazzamento in classifica generale: 106ª nel 2024

### Coppa Europa
- Miglior piazzamento in classifica generale: 18ª nel 2024
- 1 podio:
  - 1 vittoria

#### Coppa Europa - vittorie
| Data            | Località | Paese   | Specialità |
| --------------- | -------- | ------- | ---------- |
| 25 gennaio 2024 | Orcières | Francia | SG         |

Legenda:

SG = supergigante